# Dallay
Dallay est une marque d'édition française, spécialisée dans la philatélie, qui a publié un catalogue de timbres de 2001 à 2008. Ses deux créateurs et auteurs sont Luc Dartois et Jean-Bernard Pillet.

## Historique
De 2001 à 2008, elle publie un catalogue de cotations en cinq tomes pour les principales collections des philatélistes français : France métropolitaine (tome 1, réédition annuelle), DOM-TOM, Andorre, Monaco et les Terres australes et antarctiques françaises, anciennes colonies d'Afrique et d'Asie, et les émissions des bureaux français à l'étranger (tomes à réédition biennaux).
Au cours des années 2007-2008, la société International Collectible Network, dont le principal actionnaire est l'homme d'affaires Armand Rousso, fait l'acquisition du catalogue Dallay. Dartois et Pillet pilotent la fusion des catalogues (informations et numérotation) rachetés : celui issu du commerce d'Arthur Maury, le Cérès et le Dallay. En novembre 2008, paraît le catalogue Maury, sous-titré Cérès et Dallay, reprenant la même division des tomes que le Dallay.
La 1re mai 2009, Luc Dartois et Jean-Bernard Pillet cessent leur collaboration avec l'éditeur du Maury, dont la responsabilité passe à la société Lutèce Diffusion.
La marque Dallay appartient à la société Arthur Maury,.

## Contenu des catalogues Dallay
En ce qui concerne les timbres-poste normaux et aériens, le catalogue Dallay fournit les noms des dessinateurs et graveurs, ainsi que les dates d'émission et de retrait, le tirage ou le nombre d'exemplaires vendus. Parmi les nombreuses variétés d'impression mentionnées, certaines font l'objet de forts grossissements permettant de les reconnaître plus aisément. Par ailleurs, pour la première fois, les changements de tarifs successifs sont intercalées entre les différentes émissions à leur place chronologique, même si les timbres ne sont pas toujours classés dans l'ordre d'émission (regroupements par séries annuelle : timbres de vœu, séries artistique et touristique).
Parmi les rubriques de fin de catalogue, certaines sont particulièrement développées, comme les timbres de colis postaux, les lettres et timbres de guerre et de la Libération, les timbres et vignettes de grève, etc.

## Dallay et la concurrence
Avec l'arrivée de Dallay sur le marché français, les deux éditeurs français historiques, Yvert et Tellier et Cérès, ont baissé le prix de leurs catalogues des timbres de France, offert un cédérom avec celui-ci (jusqu'à l'édition 2007 pour le premier) et en ont enrichi le contenu sur des collections de « fin de catalogue ». En effet, Dallay propose beaucoup d'informations dans son catalogue, que ses prédécesseurs n'offraient pas jusqu'alors : grandes photographies, pages illustrées sur des thématiques « fin de catalogue », tarifs postaux de l'époque d'émission, tirages, noms des dessinateurs et graveurs, dates d'émission et de retrait. Par contre, Dallay ne rappelle pas de manière systématique, sauf variété, la dentelure, la valeur faciale et les couleurs des timbres.
Dallay a néanmoins été condamné en 2004 par la cour d'appel de Paris pour contrefaçon et concurrence déloyale à la suite d'une plainte des éditions Yvert et Tellier. Dallay a dû utiliser une numérotation des timbres qui ne s'inspire pas de celle d'Yvert. En mars 2005, à la suite d'une médiation du Conseil de la concurrence saisi par Dallay, Yvert et Tellier a accepté de vendre à des éditeurs concurrents le droit de publier des tables de concordance des numérotations. Dallay utilise cette occasion pour l'édition 2005-2006 de son catalogue de France. Ce problème se résout avec la fusion du Dallay avec le catalogue Maury en 2008, puisque la numérotation de ce dernier est commune à celle de l'Yvert et Tellier jusqu'au milieu du XXe siècle.
Dallay obtient la reconnaissance de la presse philatélique. En novembre 2005, l'Écho de la timbrologie écrit que le catalogue de France « [s'affirme] comme un ouvrage documentaire d'histoire postale » et pour Timbres magazine, il « est devenu un ouvrage véritablement spécialisé. La quantité de renseignements qu'on y trouve est véritablement supérieure à tout ce qu'on peut lire actuellement dans les catalogues, même étrangers », même si la typographie du texte leur semble trop petite.